# Jardín Botánico de Misuri
El Jardín Botánico de Misuri (Missouri Botanical Garden, en inglés) es un jardín botánico de 31 hectáreas de extensión, localizado en San Luis. 
Este jardín botánico es miembro del BGCI y realiza trabajos para la International Agenda Registration. 
El código de identificación del Missouri Botanical Garden como miembro del "Botanic Gardens Conservation Internacional" (BGCI), así como las siglas de su herbario es MO.

## Localización
Missouri Botanical Garden, 4344 Shaw Boulevard St. Louis, Misuri MO 63110 United States of America-Estados Unidos de América
Planos y vistas satelitales.38°36′50.76″N 90°15′32.04″O / 38.6141000, -90.2589000
Se cobra una tarifa de entrada.

## Historia
Fundado en 1859 por el filántropo, apasionado de la botánica y hombre prominente de San Luis Henry Shaw. El Jardín Botánico de Misuri es una de las instituciones botánicas más antiguas de Estados Unidos de América, y una de las instituciones Históricas Nacionales. 
El jardín botánico tenía en su núcleo inicial el herbario del botánico alemán del siglo XIX Johann Jakob Bernhardi, de unos 60.000 especímenes, actualmente el herbario contiene por encima de 5 millones de especímenes y la biblioteca sobre 120.000 volúmenes. 
El jardín en sí mismo es un centro de investigación botánica y de enseñanzas científicas, de reconocido prestigio internacional.

## Colecciones

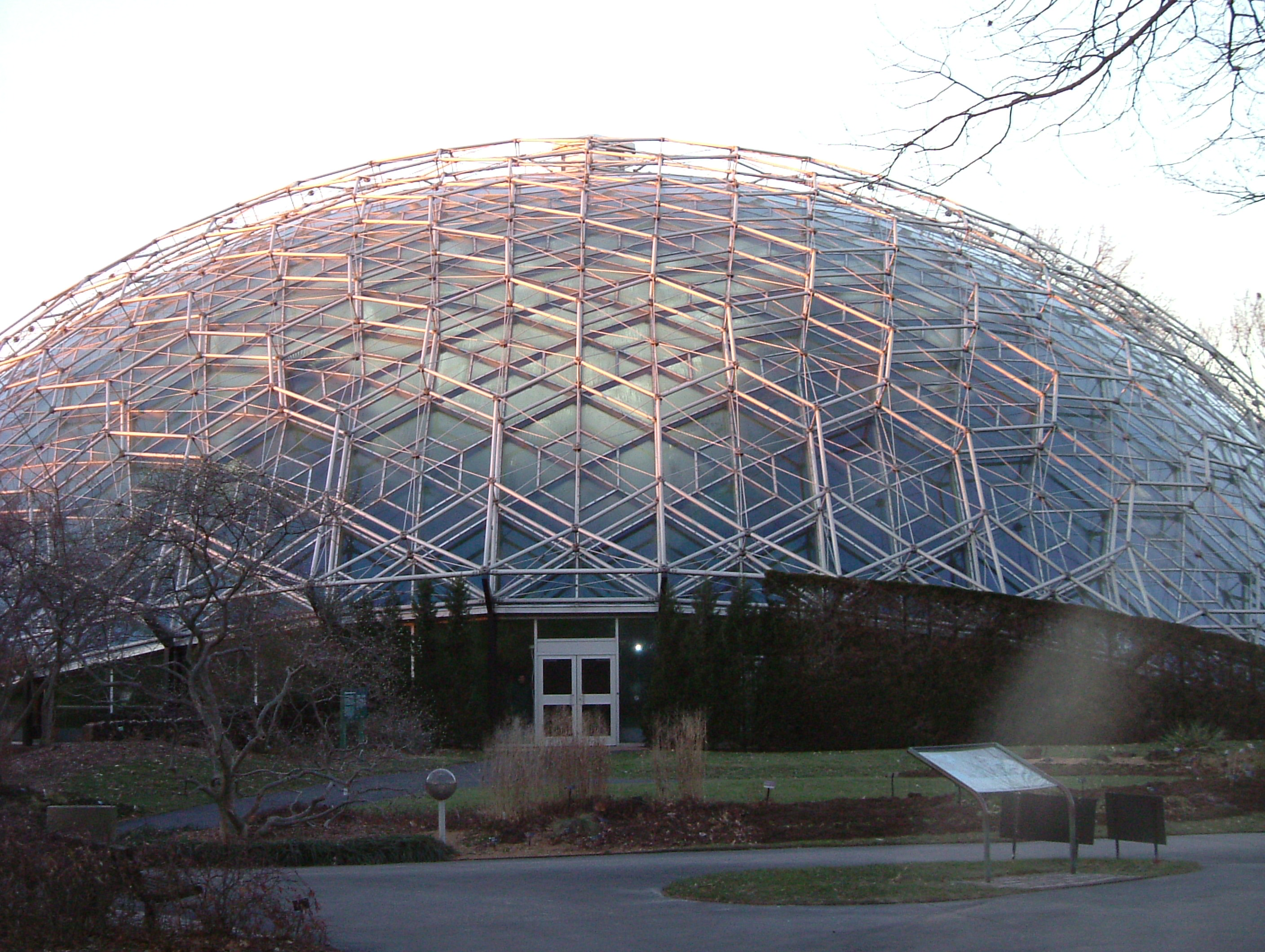
El Climatrón.

Entre sus diversas colecciones de plantas se incluyen:
- Arizoaceae,
- Araceae,
- Asclepiadaceae,
- Cactaceae,
- Euphorbiaceae,
- Nymphaeceae,
- Orchidaceae,
- Camellia (11 spp., 86 taxones),
- Haworthia (44 spp.),
- Ilex (16 spp.),
- Iris (144 taxones),
- Quercus (21 spp., 21 taxones),
- Rhododendron (60 spp., 98 taxa),
- Exhibición horticola, con 31 ha (79 acres).
- Seiwa-en, jardín de paseo Japonés, con 5 hectáreas (14 acres)
- Climatrón invernadero con forma de cúpula geodésica
- Vivero
- La casa original de la finca del fundador del jardín Henry Shaw de 1850.

Está al lado del Tower Grove Park, otro de los legados botánicos de Shaw en la ciudad de San Luis.

## Actividades
El jardín botánico mantiene abierto cara al público su proyecto de sistemática de la flora vascular tropical con el buscador w3TROPICOS.

Algunas vistas del « Missouri Botanical Garden »
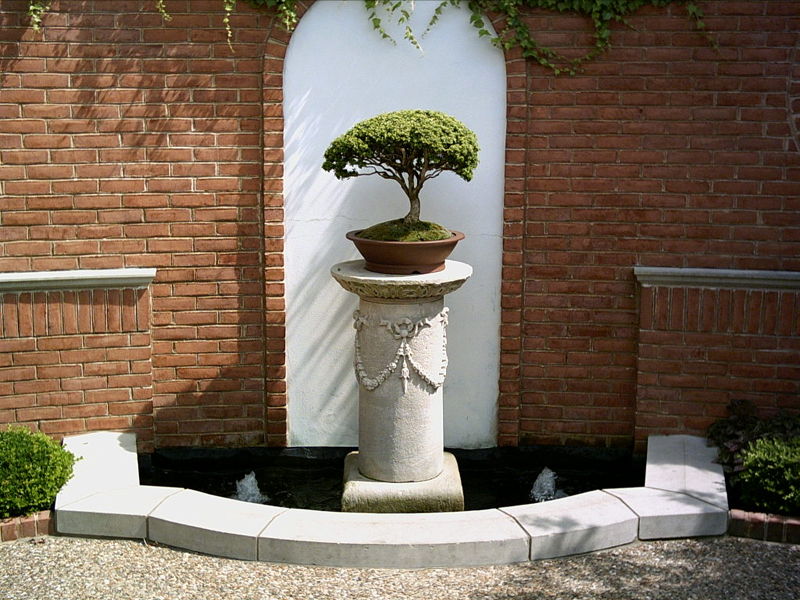
Bonsái en el Jardín Botánico de Misuri.
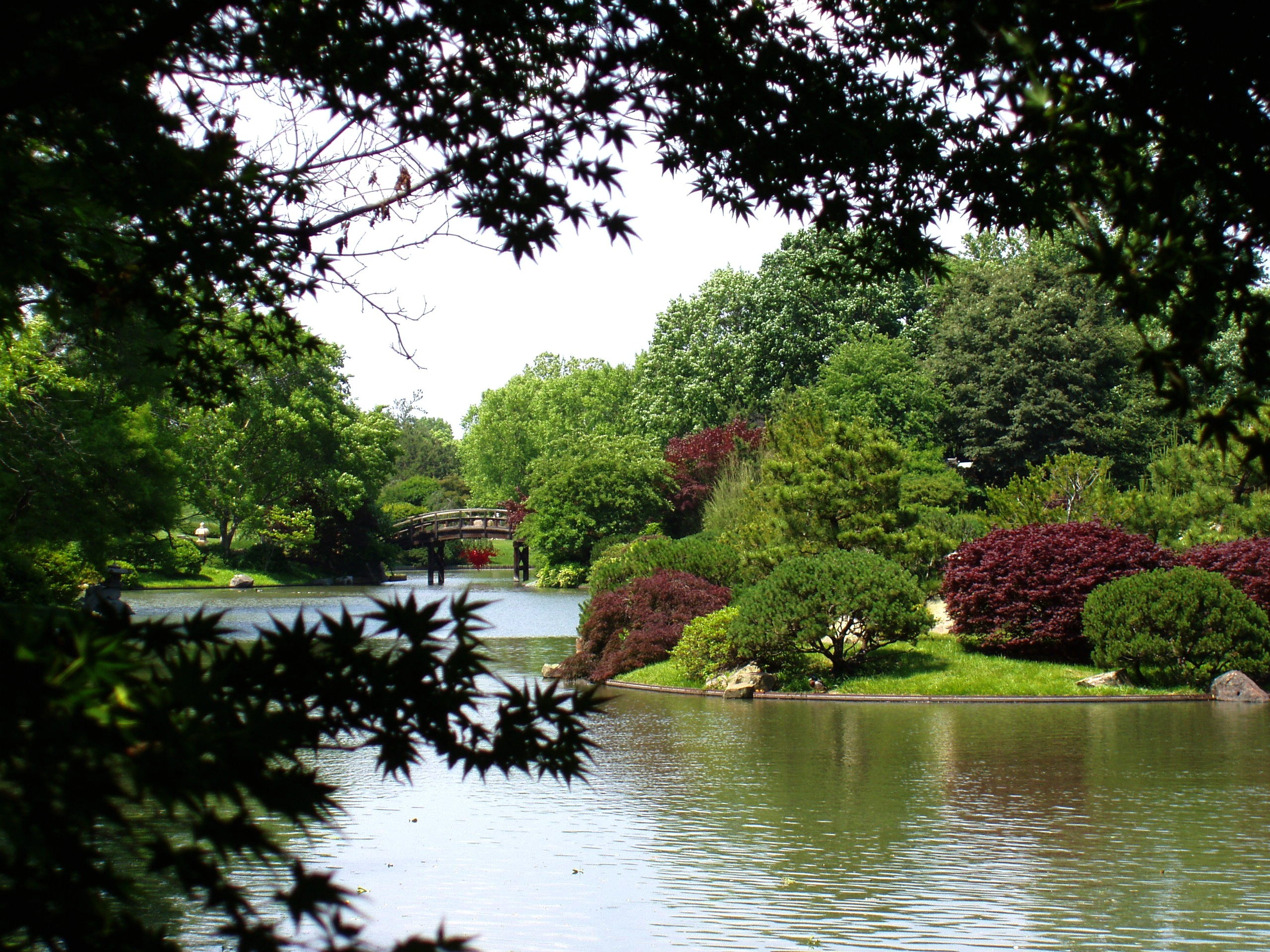
Vista del jardín japonés.
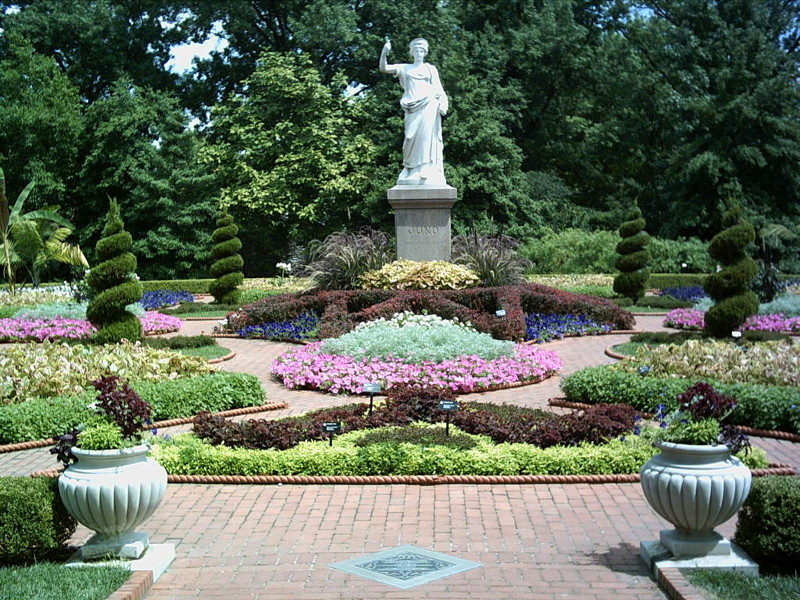
Un jardín formal en el Jardín Botánico de Misuri.